# Mezilaurus crassiramea
Mezilaurus crassiramea är en lagerväxtart som först beskrevs av Carl Daniel Friedrich Meisner, och fick sitt nu gällande namn av Paul Hermann Wilhelm Taubert och Carl Christian Mez. Mezilaurus crassiramea ingår i släktet Mezilaurus och familjen lagerväxter. Inga underarter finns listade i Catalogue of Life.